# Выборы губернатора Магаданской области (1996)
Первые всенародные выборы губернатора Магаданской области прошли в Магаданской области 3 ноября 1996 года в период выборов глав регионов. При системе относительного большинства победу одержал депутат Государственной думы от области Валентин Цветков с 45,96 % голосов избирателей, опередив действовавшего главу Магаданской области Виктора Михайлова.

## Проведение
24 октября 1991 года указом президента РСФСР Бориса Ельцина первым главой администрации Магаданской области был назначен Виктор Григорьевич Михайлов. В тот же день исполнительный комитет Магаданского областного Совета народных депутатов, который возглавлял Михайлов, был преобразован в администрацию Магаданской области.
27 сентября 1996 года Борисом Ельциным был подписан указ, разрешающий проведение выборов губернатора Магаданской области в ноябре 1996 года. При выборах губернатора было выдвинуто шесть кандидатов, большинство из которых — группой избирателей. Избирательной комиссией Магаданской области по итогу было зарегистрировано четыре кандидата: действующий глава региона Михайлов, депутат Государственной думы от Магаданской области Валентин Цветков, директор Магаданского стекольного завода Василий Мирошниченко и бывший председатель Магаданского областного Совета Вячеслав Кобец. Вскоре, за три дня до выборов Кобец снял свою кандидатуру в пользу Цветкова.
В ходе избирательной кампании основная борьба велась между Михайловым и Цветковым. В своей предвыборной программе Михайлов выступал за введение новых рабочих мест, возрождение славы «золотой Колымы», развитие рыбной отрасли и аграрного производства, реконструкцию дорог и социальную поддержку населения. Программа Цветкова, поддержанного местными левыми силами и движением «Реформы — новый курс» Владимира Шумейко, включала в себя: экономическое развитие области, повышение жизненного уровня колымчан, нормализацию положения в выплате пенсий и заработной платы, развитие золотодобычи, сельского хозяйства, предпринимательства и рыбоперерабатывающей отрасли. Лозунгом кампании Цветкова был: «Колымчанам — достойную жизнь».
Среди всех районов области наибольшая активность была отмечена в Северо-Эвенском, где проголосовало 73 % избирателей. Валентин Цветков одержал победу в семи районах из девяти; Михайлову удалось опередить Цветкова только в Магадане и Северо-Эвенском районе. Наиболее высокая поддержка у Цветкова была в Ягоднинском районе, где он получил 67,47 % голосов.

## Кандидаты
| Кандидат                      | Деятельность/должность (на момент выдвижения)                                                          | Субъект выдвижения | Статус                                |
| ----------------------------- | --- | ------------------ | ------------------------------------- |
| Вячеслав Иванович Кобец       | заместитель генерального директора ЗАО «Магаданская золото-серебряная компания»                        | группа избирателей | снял кандидатуру 31 октября 1996 года |
| Василий Иванович Мирошниченко | директор Магаданского стекольного завода                                                               | самовыдвижение     | зарегистрирован                       |
| Виктор Григорьевич Михайлов   | действующий глава администрации Магаданской области                                                    | группа избирателей | зарегистрирован                       |
| Борис Алексеевич Хайдакин     | председатель кооператива «Инфор»                                                                       | группа избирателей | не зарегистрирован                    |
| Валентин Иванович Цветков     | депутат Государственной думы II созыва от Магаданского одномандантного округа                          | группа избирателей | зарегистрирован                       |
| Игорь Александрович Юров      | секретарь регионального комитета КПРФ, помощник депутата Государственной думы Федерального Собрания РФ | группа избирателей | не зарегистрирован                    |

## Результаты
| Место                       | Место                       | Кандидат                    | Голосов | %        |
| --------------------------- | --------------------------- | --------------------------- | ------- | -------- |
|                             | 1.                          | Валентин Цветков            | 33 651  | 45,96 %  |
|                             | 2.                          | Виктор Михайлов             | 30 247  | 41,31 %  |
|                             | 3.                          | Василий Мирошниченко        | 1463    | 2,00 %   |
|                             | 4.                          | Вячеслав Кобец              | 7       | 0,01 %   |
| Против всех                 | Против всех                 | Против всех                 | 6018    | 8,22 %   |
| Действительных бюллетеней   | Действительных бюллетеней   | Действительных бюллетеней   | 71 386  | 97,50 %  |
| Недействительных бюллетеней | Недействительных бюллетеней | Недействительных бюллетеней | 1831    | 2,50 %   |
| Всего                       | Всего                       | Всего                       | 73 217  | 100,00 % |
| Общее число избирателей     | Общее число избирателей     | Общее число избирателей     | 164 716 |          |